# Championnats du monde de tir à l'arc en salle 2007
Navigation
Édition précédente Édition suivante
Les championnats du monde de tir à l'arc en salle de 2007 sont la 9e éditions bisannuelle des championnats du monde de tir à l'arc en salle organisés par la World Archery Federation (WA). Ils regroupent des compétitions individuelles et par équipes dans les catégories d'arc classique et arc à poulies.
L'événement s'est effectué du 13 mars 2007 au 17 mars 2007 dans la ville d'Izmir en Turquie.

## Résultats[1]

### Classique
| Épreuves                 | Or                                                       | Argent                                                              | Bronze                                                       |
| ------------------------ | -------------------------------------------------------- | ------------------------------------------------------------------- | ------------------------------------------------------------ |
| Individuel hommes        | Sebastian Rohrberg (GER)                                 | Markiyan Ivashko (UKR)                                              | Shawn Rice (USA)                                             |
| Individuel hommes junior | Taras Senyuk (UKR)                                       | Rem Shakirov (RUS)                                                  | Aaron Tedford (USA)                                          |
| Individuel femmes        | Nami Hayakawa (JPN)                                      | Bérengère Schuh (FRA)                                               | Tetyana Dorokhova (UKR)                                      |
| Individuel femmes junior | Sonamaa Kuular (RUS)                                     | Maryna Veselovska (UKR)                                             | Anna Fedorova (RUS)                                          |
| Par équipe hommes        | Italie Michele Frangilli Marco Galiazzo Amedeo Tonelli   | Allemagne Jan Christopher Ginzel Daniel Hartmann Sebastian Rohrberg | États-Unis Staten Holmes Shawn Rice Victor Wunderle          |
| Par équipe hommes junior | Ukraine Oleksandr Malushyn Taras Senyuk Dmytro Shamatrin | Italie Mandia Massimiliano Luca Melotto Lorenzo Giori               | Pologne Barteomiej Stanko Dominik Szemic Marcin Kloda        |
| Par équipe femmes        | France Laure Barczynski Cyrielle Cotry Bérengère Schuh   | Allemagne Anja Hitzler Lisa Unruh Karina Winter                     | Ukraine Tetyana Berezhna Tetyana Dorokhova Victoriya Koval   |
| Par équipe femmes junior | Russie Anna Fedorova Inna Stepanova Sonamaa Kuular       | Turquie Gul Esen Cebi Ozlem Kilincarslan Busra Saygin               | Pologne Ewelina Marszalkowska Joanna Kaminska Marta Gasiorek |

### À poulie
| Épreuves                 | Or                                                               | Argent                                                          | Bronze                                                    |
| ------------------------ | ---------------------------------------------------------------- | --------------------------------------------------------------- | --------------------------------------------------------- |
| Individuel hommes        | Braden Gellenthien (USA)                                         | Jose Duo (ESP)                                                  | Dominique Genet (FRA)                                     |
| Individuel hommes junior | Ayur Abidduev (RUS)                                              | Kevin Marbacher (SUI)                                           | Valentin van Huffel (FRA)                                 |
| Individuel femmes        | Eugenia Salvi (ITA)                                              | Fatima Agudo (ESP)                                              | Paola Galletti (ITA)                                      |
| Individuel femmes junior | Anastasia Anastasio (ITA)                                        | Eleni Ioannou (GRE)                                             | Amber Lynn Christensen (USA)                              |
| Par équipe hommes        | États-Unis Dave Cousins Braden Gellenthien Reo Wilde             | France Sébastien Brasseur Pierre Julien Deloche Dominique Genet | Pays-Bas Emiel Custers Peter Elzinga Rob Polman           |
| Par équipe hommes junior | États-Unis Ryan Day Adam Wruck Bryce Wickliffe                   | Italie Pietro Greco Luca Fanti Jacopo Polidori                  | France Quentin Cordier Valentin van Huffel Johann Gilbert |
| Par équipe femmes        | États-Unis Christie Colin Jamie van Natta Holly Pagel            | Russie Sofia Goncharova Svetlana Novikova Oktyabrina Bolotova   | Italie Paola Galletti Laura Longo Eugenia Salvi           |
| Par équipe femmes junior | Russie Serzhunya Bolotova Marina Mozhaykina Evgeniya Vorosshnina | États-Unis Amber Lynn Christensen Elissa Falconer Kendal Nicely | Royaume-Uni Emily Brown Mary Perrott Rosie Smith          |

### Tableau des médailles
| Rang | Nation          | Or | Argent | Bronze | Total |
| ---- | --------------- | -- | ------ | ------ | ----- |
| 1    | Russie          | 4  | 2      | 1      | 7     |
| 2    | États-Unis      | 4  | 1      | 4      | 9     |
| 3    | Italie          | 3  | 2      | 2      | 7     |
| 4    | Ukraine         | 2  | 2      | 2      | 6     |
| 5    | France          | 1  | 2      | 3      | 6     |
| 6    | Allemagne       | 1  | 2      | 0      | 3     |
| 7    | Japon           | 1  | 0      | 0      | 1     |
| 8    | Espagne         | 0  | 2      | 0      | 2     |
| 9    | Grèce           | 0  | 1      | 0      | 1     |
| 9    | Suisse          | 0  | 1      | 0      | 1     |
| 9    | Turquie         | 0  | 1      | 0      | 1     |
| 12   | Pologne         | 0  | 0      | 2      | 2     |
| 13   | Grande-Bretagne | 0  | 0      | 1      | 1     |
| 13   | Pays-Bas        | 0  | 0      | 1      | 1     |
|      | Total           | 16 | 16     | 16     | 48    |